# Hôtel de Rochefort (Blois)
Pour les articles homonymes, voir Hôtel de Rochefort (homonymie).
L'hôtel de Rochefort ou Jacques de Moulins de Blois ne doit pas être confondu avec l'hôtel de Rochefort de la ville de Moulins (Allier).
L'hôtel de Rochefort, également connu sous le nom d'hôtel Jacques de Moulins, est un hôtel particulier classé comme monument historique à Blois, dans le département du Loir-et-Cher.

## Localisation
L'hôtel de Rochefort est situé au no 2 de la rue des Juifs, dans le quartier historique du Puits-Châtel (centre-ville).
L'édifice est ainsi voisin de l'hôtel de Condé.

## Historique
Construit dans la seconde moitié du XVe siècle, cet édifice était la propriété de Jacques de Moulins, seigneur de Rochefort et de Villelouet, qui exerçait la fonction de maître de la Chambre aux Deniers du duc Louis II d'Orléans, futur Louis XII. À cette époque, Jacques de Moulins fit graver les armoiries de son maître sur la porte principale de la maison, conformément à la tradition de l'époque.

Armoiries de la famille de Moulins de Rochefort.

## Architecture
L'hôtel de Rochefort se distingue par un bas-relief ornant sa porte d'entrée, représentant les armoiries de la famille de Moulins de Rochefort, surmontées d'une couronne de prince de sang royal. Ces armoiries sont entourées du collier de l'ordre de Saint-Michel et soutenues par un porc-épic et un loup, les emblèmes royaux de Louis XII. À l'intérieur, l'édifice conserve des éléments architecturaux remarquables, tels que des solives moulurées et une cave voûtée abritant un puits.

## Patrimonialité

### Protection et label
L'hôtel Jacques de Moulins est partiellement inscrit au titre des monuments historiques depuis le 30 août 1945. Cette protection concerne principalement le bas-relief décorant la porte principale de l'édifice, représentant les armoiries de Jacques de Moulins. Cette mesure atteste de l'intérêt patrimonial de cette maison médiévale.

### Statut juridique
Malgré sa valeur historique, l'hôtel Jacques de Moulins reste une propriété privée, témoignant de l'importance de la préservation du patrimoine architectural privé au sein du tissu urbain de Blois.